# Джоуль Анлімітед

Технологія геліокультури потребує неочищену воду, поживні речовини, особливі модифіковані бактерії, окис вуглецю і сонячне світло для виробництва палива.

«Джо́уль Анлі́мітед» (Joule Unlimited) — приватна американська компанія, заснована 2007 року, раніше відома як «Джоуль Байотекнолоджис» (Joule Biotechnologies), Кембридж, штат Массачусетс, займається розробкою новітніх технологій у сфері альтернативних джерел енергії та палива.
2009-го року компанія оголосила , що досягла значних успіхів у дослідженні бактерій, що під впливом сонячного світла здатні переробляти CO2 в деякі види палива без проміжної обробки. Результатом поєднання генної інженерії, біотехнологій та електроніки стала технологія отримання придатного для використання палива, еквівалентного дизельному, яка не потребує очищення води, вирощування рослин, у тому числі, водоростей, а також не матиме відходів біомаси. Деталі процесу, названого розробниками геліокультурою (helioculture), не розголошуються. Відомо, що винахід спирається на відкриття унікальних генів, що відповідають за ферментативні механізми, які дозволяють прямий синтез алканів, етанолу та інших ключових молекул . Спеціалісти гадають, що, може йтися про Escherichia coli , або про ціанобактерії.
Патент на генетично змінену бактерію одержано у вересні 2010 року . Розробники наголошують, що це перша компанія, що отримала патент на виробництво палива із сонячного світла. За їх розрахунками, ферма з виробництва палива може давати на рік 15000 галонів дизельного палива з акра, що буде коштувати приблизно 30-50$ за барель.
5 травня 2011 року компанія уклала договір з адміністрацією округу Ліа (Нью-Мексико) про оренду 1200 акрів землі з перспективою розширення до 5000 акрів.
Влітку 2011 року було одержано два патенти на основні складові їхнього методу виробництва етанолу від мікроорганізмів.
Компанія Джоуль Анлімітед запланувала вийти на промисловий рівень виробництва своїх установок уже 2012 року.

## Зовнішні посилання
- Офіційний сайт компанії Джоуль Анлімітед
- Патентна заявка на винахід
- Joule Biotechnologies announce new biofuel jargon, scant details [Архівовано 29 липня 2009 у Wayback Machine.], Scientific American, July 27, 2009
- A Cagey Bet On Clean Tech [Архівовано 20 січня 2011 у Wayback Machine.], Forbes, July 27, 2009
- Патент 28 червня патент 19 липня 2011 р.